# Ханда Ецуко
Ханда Ецуко (яп. 半田 悦子; нар. 10 травня 1965, Сідзуока, Японія) — японська футболістка, півзахисниця, виступала в збірній Японії. Учасниця Літніх олімпійських ігор 1996 року.

## Клубна кар'єра
Ханда народилася 10 травня 1965 року в місті Сідзуока. Виступала за місцеві клуби «Сімідзудайнакі» та «Судзуйо Сімідзу ФК Лавелі» (останній з вище вказаних клубів у той період виступав під назвою ФК «Сімідзу»). У 1989 році, у складі ФК «Сімідзу», виграла чемпіонат Японії. Того ж сезону була визнана найкориснішою гравчинею національного чемпіонату. Чотири рази потрапляла до найкращої 11-ки чемпіонату Японії (1989, 1990, 1993 та 1994).

## Кар'єра в збірній
У червні 1981 року, коли Ецуко виповнилося 16 років, її викликали до національної збірної Японії на чемпіонат Азії 1981 року. 7 червня на вище вказаному турнірі вона ебютувала в національній команді в поєдинку проти Тайваню. Цей матч став першим міжнародним поєдинком в історії жіночої збірної Японії. А японки здобули в ньому перемогу (1:0). Це була перша перемога в історії жіночої збірної Японії. Окрім вище вказаного турніру, брала участь в чемпіонаті Азії 1986, 1989, 1991, 1993, 1995 років, а також на Азійських іграх 1990 та 1994 років. У складі японської збірної учасниця жіночого чемпіонату світу 1991 та 1995 років та Літніх олімпійських ігор 1996 року. З 1981 по 1996 рік у футболці національної збірної зіграла 75 матчів та відзначилася 19-а голами.

## Статистика виступів у збірній
| національна збірна Японії | національна збірна Японії | національна збірна Японії |
| Рік                       | Матчі                     | Голи                      |
| ------------------------- | ------------------------- | ------------------------- |
| 1981                      | 5                         | 1                         |
| 1982                      | 0                         | 0                         |
| 1983                      | 0                         | 0                         |
| 1984                      | 3                         | 0                         |
| 1985                      | 0                         | 0                         |
| 1986                      | 13                        | 2                         |
| 1987                      | 4                         | 0                         |
| 1988                      | 3                         | 1                         |
| 1989                      | 9                         | 6                         |
| 1990                      | 6                         | 4                         |
| 1991                      | 8                         | 2                         |
| 1992                      | 0                         | 0                         |
| 1993                      | 5                         | 3                         |
| 1994                      | 5                         | 0                         |
| 1995                      | 7                         | 0                         |
| 1996                      | 7                         | 0                         |
| Загалом                   | 75                        | 19                        |

## Досягнення
- Чемпіонат Японії
  -  Чемпіон (1): 1989